# Crkva sv. Trojice u Gornjem Miholjcu
Crkva sv. Trojice je pravoslavna crkva u Gornjem Miholjcu.

## Opis
Crkva sv. Trojice u Gornjem Miholjcu sagrađena je 1793. godine u stilu kasnog baroka, kao jednobrodna građevina sa zvonikom na glavnom pročelju i polukružnom apsidom. Čitava crkvena parcela, elipsastog oblika, ograđena je starom zidanom baroknom ogradom. Crkva je građena opekom, pokrivena drvenim dvostrešnim krovom sa pokrovom limom. Lađa je nadsvođena baldahinskim svodom, a apsida polukalotom. Svetište osvjetljavaju tri prozorska otvora. Zvonik ja postavljen na masovne stupove nadsvođene arkadama koje tvore trijem. Bogato profilirani kordonski vijenac u centralnom dijelu je polukružno povijen. Zvonik završava baroknom lukovicom sa laternom. Bočna pročelja ukrašena su lezenama.

## Zaštita
Crkva sv. Trojice je zaštićeno kulturno dobro.